# Victoria United F.C.
Victoria United Football Club – szkocki klub piłkarski z siedzibą w Aberdeen powstały w 1889. 14 kwietnia 1903 w wyniku jego fuzji z Aberdeen i Orion powstał nowy klub – Aberdeen Football Club.

## Stroje
W latach 1889–1896 Victoria United grał w niebieskich koszulkach oraz granatowych spodenkach i skarpetach. Następnie występował w granatowych koszulkach i spodenkach oraz białych spodenkach. Od 1898 do 1903 roku mecze rozgrywał tak jak w pierwszych siedmiu latach istnienia.
| 1889–1896 | 1896–1897 | 1898–1903 |